# Hamidullah Burki
Hamidullah Khan Burki (Jalandhar, Indija, 10. studenoga 1920. - Islamabad, Pakistan, 27. rujna 2003.) bio je pakistanski hokejaš na travi. Na hokejaškom turniru na Olimpijskim igrama 1948. u Londonu je igrao za Pakistan, koji je osvojio 4. mjesto.